# 松江情報センター
株式会社松江情報センター（まつえじょうほうセンター、通称Web-さんいん（ウェブ-さんいん））は、島根県松江市に本社がある第三セクターのインターネットサービスプロバイダ。
元はビデオテックス事業者で、キャプテンシステム（通称まつえキャプテン）を運営していたが、1995年〜1997年にインターネットサービスプロバイダに転換した。

## 歴史
- 1986年5月1日 ビデオテックス事業者として設立。
- 1986年12月1日 キャプテンシステム「まつえキャプテン」のサービス開始。
- 1993年5月1日 オフトーク通信事業に参入。「MACオフトーク通信」のサービス開始。
- 1995年12月15日 インターネットサービスプロバイダに参入。「Web-さんいん」のサービス開始。
- 1997年4月30日 「まつえキャプテン」のサービス終了。ビデオテックス事業から撤退。
- 2004年3月31日 「MACオフトーク通信」のサービス終了。オフトーク通信事業から撤退。
- 2004年8月10日 資本金を4億6,000万円から2億8,000万円に減資。